# معماری پاریس

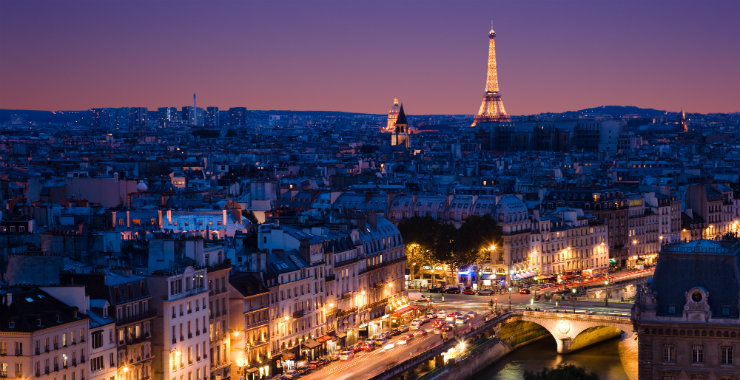
نمایی از شهر پاریس

معماری پاریس نمونه قابل توجهی از معماری شهر پاریس از قرون وسطی تا قرن ۲۱ است. این زادگاه سبک گوتیک بود و دارای آثار مهم رنسانس فرانسوی، احیای کلاسیک و سبک نجیب‌زاده سلطنت ناپلئون سوم بود. دوران زیبا، و سبک هنر نو. نمایشگاه جهانی پاریس در سالهای ۱۸۸۹ و ۱۹۰۰ مکانهای پاریس را اضافه کرد، از جمله برج ایفل و قصر بزرگ. در قرن بیستم، سبک معماری هنر دکو در پاریس ظاهر شد و معماران پاریس نیز تحت تأثیر معماری پست مدرن نیمه دوم قرن قرار گرفتند.